# Yangpyeong FC
Yangpyeong FC ist ein Fußballfranchise aus der Stadt Yangpyeong in Südkorea. Der Verein spielt aktuell in der K4 League, der vierthöchsten Spielklasse Südkoreas.

## Geschichte

### Anfänge des Vereins (2016)
2015 gab die Stadtverwaltung Yangpyeongs bekannt, für die Saison 2016 einen neu gegründeten Verein in der K3 League antreten lassen zu wollen. Dafür verpflichteten sie den Trainer Cha Seung-ryong. In seiner ersten Saison setzte sich der Verein erfolgreich gegen 19 andere Mannschaften um einen der ersten zwölf Plätze zur neu gegründeten K3 League Advance durch und erreichte den 10. Platz, was als Überraschung gewertet wurde. Auch im Korean FA Cup setzte sich der Verein in der 2. Runde gegen K3-League-Mitglied Jeonju FC mit 2:1 durch und erreichte die 3. Runde. Dort unterlag er aber mit 1:3 gegen Yeungnam University und schied somit aus dem Pokal aus.

### Gegenwart (2017-)
2017 gewannen sie das Pokalspiel der 2. Runde im Elfmeterschießen gegen die Amateurmannschaft von SMC Engineering. In der 3. Runde des Pokals trafen sie auf Chungbuk Cheongju FC und gewannen dieses Spiel mit 3:1. In der 4. Runde musste sich das Team allerdings gegen den Drittligisten Mokpo City FC mit 0:1 geschlagen geben. In der Liga lief es für Yangpyeong FC sehr gut. Der Verein beendete die reguläre Saison auf einem sehr guten 4. Tabellenplatz und qualifizierte sich somit für die Ligameisterschaft. In der Ligameisterschaft trafen sie auf Hwaseong FC. Das Spiel endete 1:1, da aber Hwaseong FC der Gastgeber war, kam Hwaseong FC eine Runde weiter, während für Yangpyeong FC die Ligasaison nach diesem Spiel beendet war.
Nach dem guten Saisonende 2017 setzte der Verein das Ziel, sich wieder für die Ligameisterschaft zu qualifizieren. Der Verein spielte allerdings in der Spielzeit 2018 zu keinem Zeitpunkt um die Ligameisterschafts-Qualifikation. Der Verein beendete die Ligasaison auf einem enttäuschenden 8. Tabellenplatz. Im Pokal lief es hingegen deutlich besser. Im Pokal empfingen sie den Fünftligisten Siheung Citizen FC, den sie mit 2:1 schlagen konnten. In der darauffolgenden Pokalrunde empfingen sie den Erstligisten Sangju Sangmu FC. Nach Ende der regulären Spielzeit stand es überraschenderweise 2:2 unentschieden. Das anschließende Elfmeterschießen konnte Yangpyeong mit 4:2 für sich gewinnen und somit für eine Überraschung sorgen. Im Achtelfinale trafen sie erneut auf einen Erstligisten, den Daegu FC. Daegu FC mussten sie sich allerdings mit 0:8 geschlagen geben. Nach Ende der Spielzeit musste Cha Seung-ryong den Verein trotz sehr guter Pokalergebnisse verlassen. Als Nachfolger wurde Kim Kyeong-beom vorgestellt.
Unter Kim Kyeong-beom konnte der Verein sich wieder für die Meisterschaftsrunde qualifizieren. Am Ende der Spielzeit belegte man einen guten 4. Platz. Im anschließenden Viertelfinale der Meisterschaftsrunde trat man auswärts gegen Gimpo Citizen FC an, gegen welchen man sich mit 1:0 durchsetzen konnte. Im anschließenden Halbfinale konnte man sich in einem starken Spiel mit 3:0 gegen den FC Pocheon durchsetzen und qualifizierte sich somit zum ersten Mal in der Vereinsgeschichte für das Meisterschaftsfinale. Das Hin- und Rückspiel gegen Hwaseong FC ging jeweils mit 0:1 denkbar knapp aus, sodass man beachtlicher Vizemeister wurde. Auch im Pokal konnte man sich dieses Jahr erneut von seiner starken Seite zeigen: in ihrer ersten Hauptrunde gewannen sie ihr Heimspiel mit 3:0 gegen die Universität Ulsan. In der darauffolgenden Runde konnte man sich im Elfmeterschießen gegen den Zweitligisten Asan Mugunghwa FC mit 5:4 erfolgreich durchsetzen, ehe man in der 4. Hauptrunde gegen Hwaseong FC mit 2:5 deutlich unterlag. Nach Ende der Spielzeit gab der Fußballverband die Teilnehmer an den beiden neu gegründeten Halbprofiligen K3 League & K4 League bekannt. Yangpyeong FC wurde der neu gegründeten vierten Liga zugeteilt, was der Verein selbst als eine Herunterstufung empfand. Aufgrund der empfundenen Herabstufung, gab die Vereinsführung den „Wieder“aufstieg als Zielsetzung bekannt. Trotz der ambitionierten Zielsetzung konnte die Mannschaft aber zu keinem Zeitpunkt dieser Ambitionen gerecht werden. Am Ende der Spielzeit fand sich der Verein auf einem mittleren 7. Platz wieder. Auch im Pokal lief diesmal nichts zustande. In der 1. Hauptrunde des Pokals empfing das Team von Kim Kyeong-beom den Drittligisten Mokpo City FC, gegen welchen man sich nach 90 Minuten mit 2:3 geschlagen geben musste. Aufgrund der verpassten Zielsetzungen wurde der Vertrag von Kim Kyeong-beom nicht weiter verlängert, sodass er nach nur zwei Spielzeiten wieder gehen musste. Sein Nachfolger wurde Kim Chang-yun.
Unter seiner Führung spielte der Verein bis ins letzte Drittel der Saison um die Play-off-Spiele mit, ehe die Mannschaft von Platz 6 bis zum Saisonende auf Platz 13. abrutschte. Auch im Pokal kam der Verein erneut nicht weit. In der 1. Hauptrunde traten sie auswärts beim Ligakonkurrenten Chungju Citizen FC an, gegen den man sich im Elfmeterschießen mit 6:5 durchsetzen konnte. In der darauffolgenden 2. Hauptrunde empfing man zu Hause den Zweitligisten Ansan Greeners FC, gegen welchen man aber in einem guten Spiel mit 0:1 unterlag. Am Ende der Spielzeit wurde der Trainer erneut ausgewechselt. Für die Spielzeit 2022 übernahm Yun Dae-seong den Posten des Cheftrainers.

## Historie-Übersicht
| Saison | Liga              | Kl. | Vereine | Spiele | Pl. | S  | U | N  | Tore  | Pkt. | KFA Cup       | Play-off           | Trainer         |
| 2016   | K3 League         | 4   | 20      | 19     | 10. | 8  | 6 | 5  | 34:26 | 30   | 3. Hauptrunde | Nicht qualifiziert | Cha Seung-ryong |
| 2017   | K3 League Advance | 4   | 12      | 22     | 4.  | 11 | 2 | 9  | 25:27 | 35   | 4. Hauptrunde | Viertelfinale      | Cha Seung-ryong |
| 2018   | K3 League Advance | 4   | 12      | 22     | 8.  | 8  | 5 | 9  | 32:26 | 29   | Achtelfinale  | Nicht qualifiziert | Cha Seung-ryong |
| 2019   | K3 League Advance | 4   | 12      | 22     | 4.  | 13 | 2 | 7  | 41:29 | 41   | 4. Hauptrunde | Finalist           | Kim Kyeong-beom |
| 2020   | K4 League         | 4   | 13      | 24     | 7.  | 11 | 3 | 10 | 28:28 | 36   | 1. Hauptrunde | Nicht qualifiziert | Kim Kyeong-beom |
| 2021   | K4 League         | 4   | 16      | 30     | 13. | 7  | 8 | 15 | 39:52 | 29   | 2. Hauptrunde | Nicht qualifiziert | Kim Chang-yun   |
| 2022   | K4 League         | 4   | 18      | 34     |     |    |   |    | -:-   |      | 2. Hauptrunde |                    | Yun Dae-seong   |

## Stadion
| Stadion | Name                          | Eigentümer                 | Eröffnung | Nutzungszeitraum | Nutzungszeitraum |
| Stadion | Name                          | Eigentümer                 | Eröffnung | Von              | Bis              |
| ------- | ----------------------------- | -------------------------- | --------- | ---------------- | ---------------- |
|         | Yangpyeong-Stadion            | Stadtverwaltung Yangpyeong | 2009      | 2016             | 2021             |
|         | Mulmalgeun-Yangpyeong-Stadion | Stadtverwaltung Yangpyeong | 2022      | 2022             | Bis jetzt        |